# 华东师范大学闵行校区
31°01′56″N 121°27′12″E / 31.0321229°N 121.4532077°E
闵行校区是华东师范大学的一个校区，位于中国上海市闵行区东川路500号。校区北为剑川路，南为东川路，西隔莲花南路与上海交通大学闵行校区相邻，东为虹梅南路，东南方有东海学院嵌入，占地面积为1821.42亩。校区被樱桃河贯穿，北部有上粮七库专用线横穿，铁路以北为学生公寓，以南分布有办公、教学、科研、体育等设施。虹梅南路以东有研究生公寓及教师公寓，占地面积为249.99亩。该校区的建设系由闵行区政府、华东师范大学以及上海紫江集团共同出资，计划入读本科生11,000人，研究生6,000人。
2004年11月3日起，首批2500名本科生入住该校区，8日正式上课，18日举行启用仪式。
闵行校区每间寝室均配有空调，华东师大也因此成为中国大陆所有大学中首家为学生大范围装配空调的高校。

## 主要建筑及景观
- 华东师范大学图书馆
- 磨砺雕塑
- 尚义桥
- 大师石：2011年6月16日落成，是上海最大的独体石刻，石长10.8米，高3.2米，重110吨。正面刻“师大”二字，也可读作“大师”。背面刻有闵行校区勒石铭。